# Sac médecine

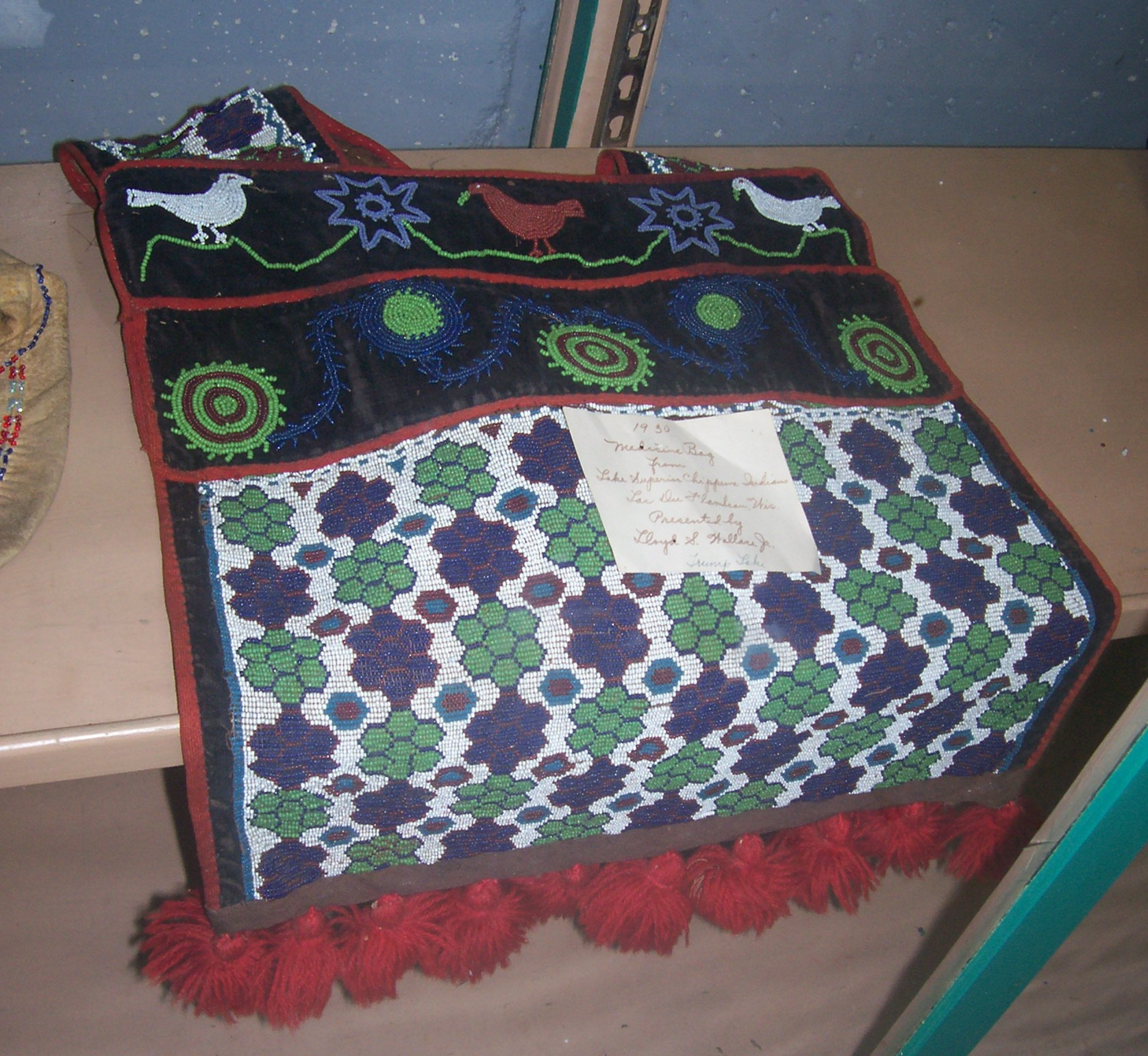
Un sac médecine amérindien

Un sac médecine (en anglais : Medicine Bag) est une poche traditionnelle portée par les chamans indiens d'Amérique du Nord et qui contient des objets auxquels ils prêtaient des pouvoirs surnaturels. 